# بوبي بيرنت
بوبي بيرنت (بالإنجليزية: Bobby Burnett)‏ هو لاعب كرة قدم أمريكية أمريكي، ولد في 4 يناير 1943 في كلينتون في الولايات المتحدة، وتوفي في 1 أكتوبر 2016 في ماريون في الولايات المتحدة.

## وصلات خارجية
- بوبي بيرنت على موقع مرجع كرة القدم المحترفة.كوم (الإنجليزية)